# Пурани (Пурани)
Пурани (рум. Purani) насеље је у Румунији у округу Телеорман у општини Пурани. Oпштина се налази на надморској висини од 122 m.

## Становништво
Према подацима из 2011. године у насељу је живело 801 становника.